# Свиње
Свиње (лат. Suidae) су породица сисара у коју спада око 16 врста свиња и њихових сродника. У различитим класификацијама су сврстане у 4 до 8 родова. 

## Класификација
Комплетна листа родова и врста:
- Род 
  - Бабируса
 (Babyrousa babyrussa) — насељава острва Индонезије
  - Бола бату бабируса

  - Северносулавеска бабируса

  - Тогианска бабируса

- Род 
  - Џиновска шумска свиња
 (Hylochoerus meinertzhageni) — екваторијална Африка
- Род 
  - Пустињска брадавичаста свиња
 (Phacochoerus aethiopicus) — Рог Африке
  - Брадавичаста свиња

- Род 
  - Речна свиња

  - Црвена речна свиња
 (Potamochoerus porcus) — подсахарска Африка
- Род свиња (Sus)
  - Палаванска брадата свиња

  - Брадата свиња
 (Sus barbatus) — Борнео
  - Висајанска брадавичаста свиња

  - Сулавешка брадавичаста свиња

  - Флорешка брадавичаста свиња

  - Филипинска брадавичаста свиња
 (Sus philippensis) — Филипини
  - Дивља свиња
 (Sus scrofa) — Европа, Азија
    - Домаћа свиња


  - Миндорска брадавичаста свиња

  - Јаванска брадавичаста свиња

  - Вијетнамско свињче[2]
 (Sus bucculentus)
- Род 
  - Патуљаста свиња
